# Alten
Alten é uma multinacional francesa de consultoria em engenharia e tecnologia e uma empresa de serviços digitais (ESN) criada em 1988. Está presente em mais de vinte e oito países e emprega 33.800 pessoas, a maioria delas consultores, no final de 2020. Alten oferece aos seus clientes a disponibilização de engenheiros trabalhando em seus projetos tecnológicos na modalidade de gestão, que vai de um dia a vários anos.